# ノースキングスタウン (ロードアイランド州)
ノースキングスタウン（英: North Kingstown）は、アメリカ合衆国ロードアイランド州のワシントン郡にある町。人口は2万7732人（2020年）。州都プロビデンスの都市圏に入っており、成長速度の高い自治体である。著名な肖像画家ギルバート・ステュアートが、町内のサンダースタウンのビレッジで生まれており、その生家が残っている。元クォンセットポイント海軍航空基地があったクォンセットポイントが町内にあり、プレファブの小屋であるクォンセット・ハットがここで発明された。またデイビスビル海軍建設工兵隊センターがあったデイビスビル地区もある。

## 歴史
1674年、植民地政府によってキングタウンの町が作られ、当時は現在のノースキングスタウンとサウスキングスタウン、エクセター、ナラガンセットの各町を含んでいた。1722年、キングスタウンがノースキングスタウンとサウスキングスタウンの2つに分かれた。ノースキングスタウンの方が最初期の入植地であり、設立年の1674年を保持している。1742年、ノースキングスタウンの西部からエクセターの町が作られた。

## 地理
アメリカ合衆国国勢調査局に拠れば、市域全面積は58.3平方マイル (151 km2)であり、このうち陸地43.6平方マイル (113 km2)、水域は14.8平方マイル (38 km2)で水域率は25.28%である。

## 人口動態
以下は2010年の国勢調査による人口統計データである。
| 基礎データ - 人口: 26,326 人 - 世帯数: 10,154 世帯 - 家族数: 7,310 家族 - 人口密度: 233.2人/km2（603.9 人/mi2） - 住居数: 10,743 軒 - 住居密度: 95.2軒/km2（246.4 軒/mi2） 人種別人口構成 - 白人: 95.71% - アフリカン・アメリカン: 0.97% - ネイティブ・アメリカン: 0.55% - アジア人: 0.95% - 太平洋諸島系: 0.03% - その他の人種: 0.53% - 混血: 1.25% - ヒスパニック・ラテン系: 1.77% | 年齢別人口構成 - 18歳未満: 26.0% - 18-24歳: 6.0% - 25-44歳: 29.6% - 45-64歳: 26.6% - 65歳以上: 11.8% - 年齢の中央値: 39歳 - 性比（女性100人あたり男性の人口） - 総人口: 93.9 - 18歳以上: 89.6 世帯と家族（対世帯数） - 18歳未満の子供がいる: 35.7% - 結婚・同居している夫婦: 40.6% - 未婚・離婚・死別女性が世帯主: 46.5% - 非家族世帯: 28.0% - 単身世帯: 22.5% - 65歳以上の老人1人暮らし: 8.2% - 平均構成人数 - 世帯: 2.57人 - 家族: 3.03人 | 収入と家計（2000年データ） - 収入の中央値 - 世帯: 60,027米ドル - 家族: 69,559米ドル - 性別 - 男性: 20,668米ドル - 女性: 18,399米ドル - 人口1人あたり収入: 28,139米ドル - 貧困線以下 - 対人口: 16.1% - 対家族数: 18.8% - 18歳未満: 9.6% - 65歳以上: 4.8% |

## 交通
ウィックフォード・ジャンクションはマサチューセッツ湾交通局通勤線のプロビデンス/ストーントン線の終着駅であり、ウィークデイにプロビデンス駅からボストン南駅まで運行している。
ロードアイランド公共交通局もプロビデンスや、ナラガンセット、ニューポートとの間でバス便を運行している。

## 著名な出身者

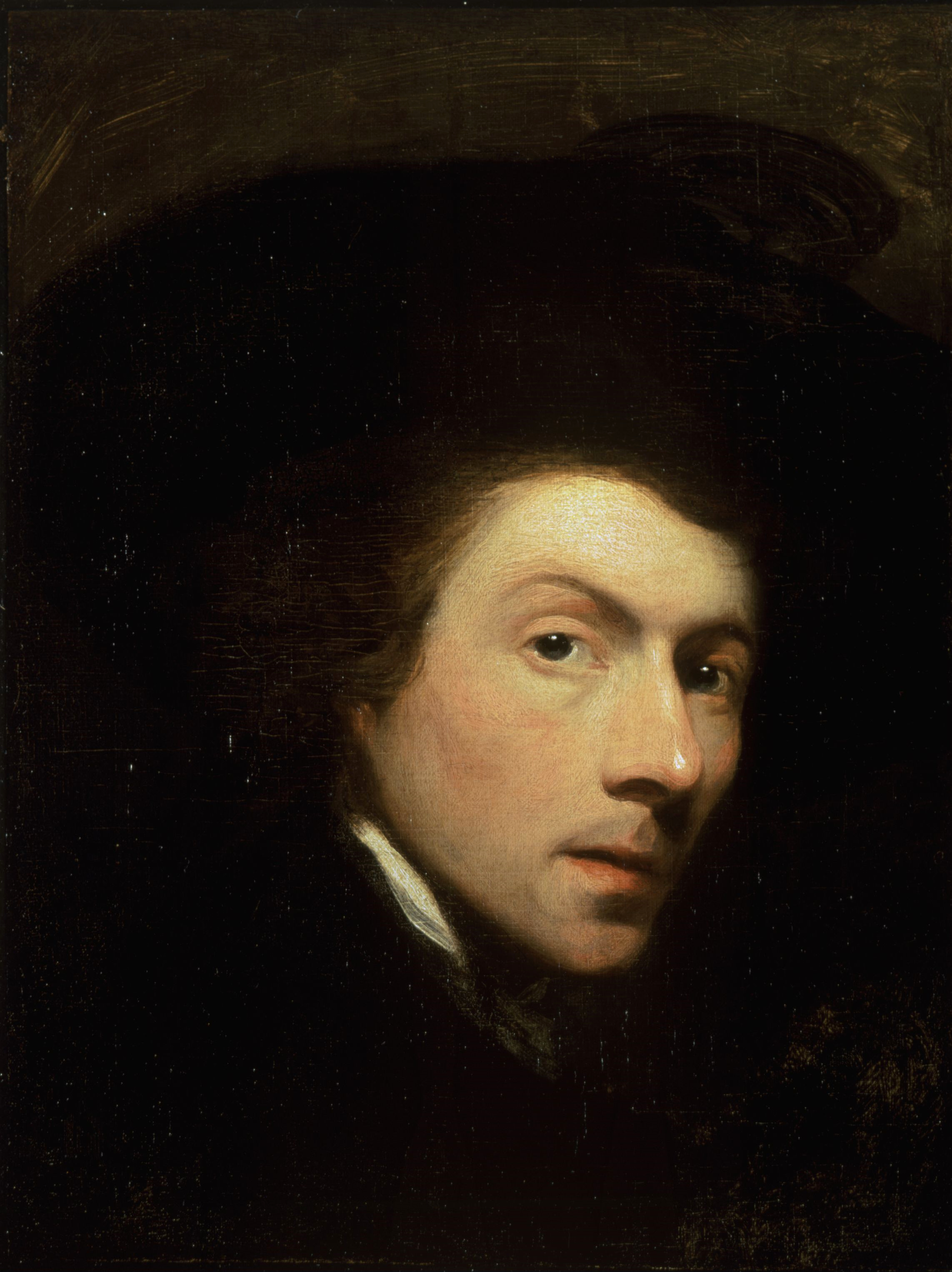
ギルバート・ステュアートの自画像、1778年制作。ステュアートはノースキングスタウンで生まれた

- ギルバート・ステュアート（1755年–1828年）、画家、ジョージ・ワシントン大統領の肖像画は現在の1米ドル紙幣に使われている
- CJ・アダムス（2000年 - ）、子役、2012年の映画『ティモシーの小さな奇跡』に出演

## 歴史的な場所
- ケイシー農園 - 1725年、植民地時代のプランテーション、ニューイングランド最古の現役農園
- デイビス記念野生生物保護区 - 96エーカー (384,000 m²) の森林と湿地、オーデュボン協会が保存
- デビルズフット・ロック - 足型のような自然の模様、ペトロソマトグリフとも呼ばれる。伝説では植民地時代に悪魔に追われたインディアンの女性の話を伝える。彼女はボストンが逃げてきた。その追跡者はこの岩に足型を残し、さらにサウスキングスタウンのチムニーヒルからブロック島に行ったとされる
- ギルバート・ステュアート生家 - 1751年建設、ステュアートは1755年にここで生まれた。現在は博物館であり、ステュアートの作品を収める、製粉所などが現在も運営されている
- 歴史的ウィックフォード・ビレッジ - 海岸のビレッジ、アメリカ合衆国北東部の中でも最大級の18世紀建築コレクションがある。大きく景観のよい港がある
- クォンセット航空博物館 - クォンセット海軍航空基地に近い大型の博物館、軍用飛行機の歴史を扱う
- スミスの城 - 1678年建設 - ナラガンセット湾沿いにある植民地時代のプランテーション
- クォンセットポイント -  「シービー」と呼ばれたアメリカ海軍建設工兵隊があった軍事基地

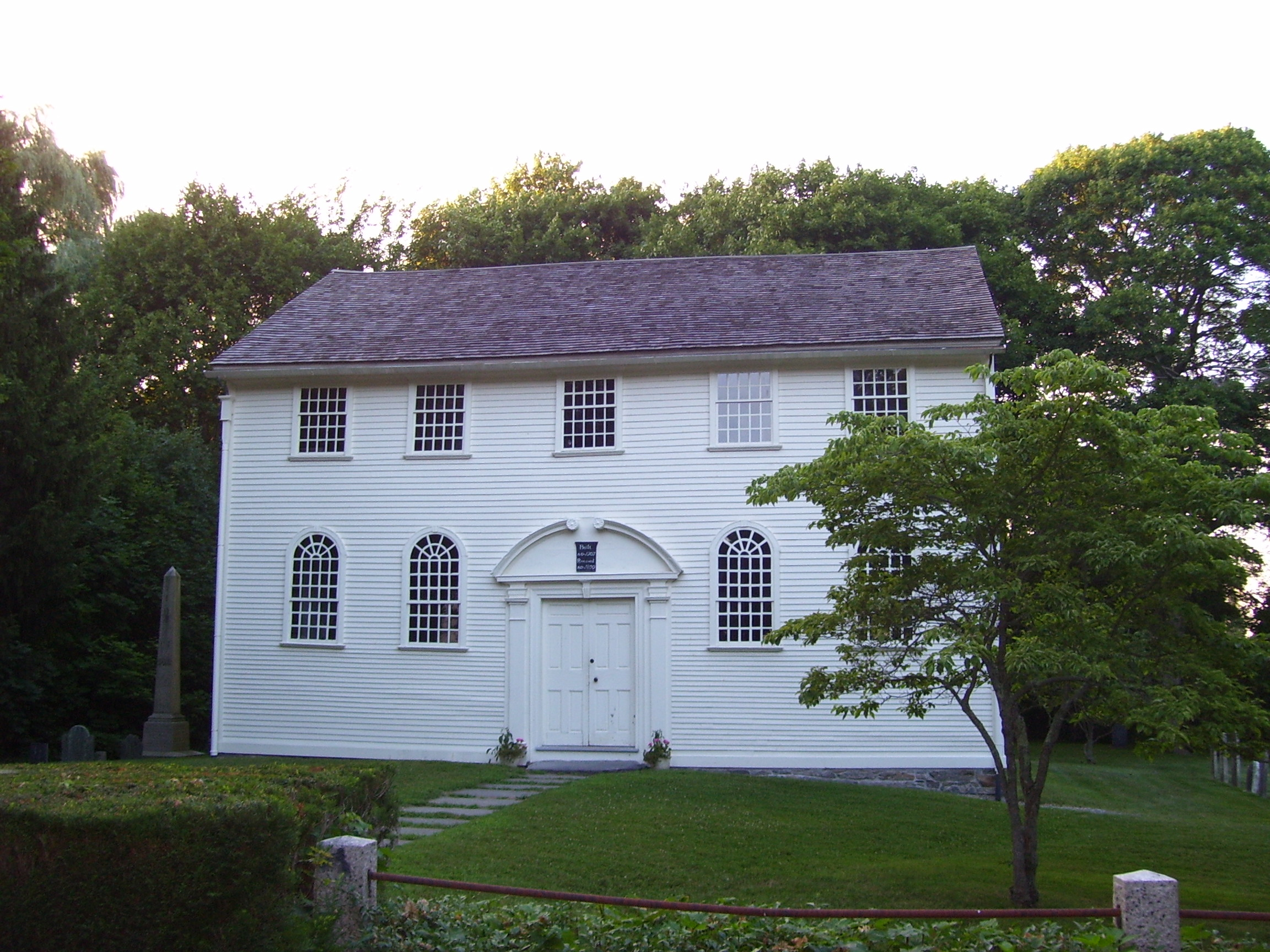
旧ナラガンセット教会、1707年建設、ニューイングランド最古の聖公会教会
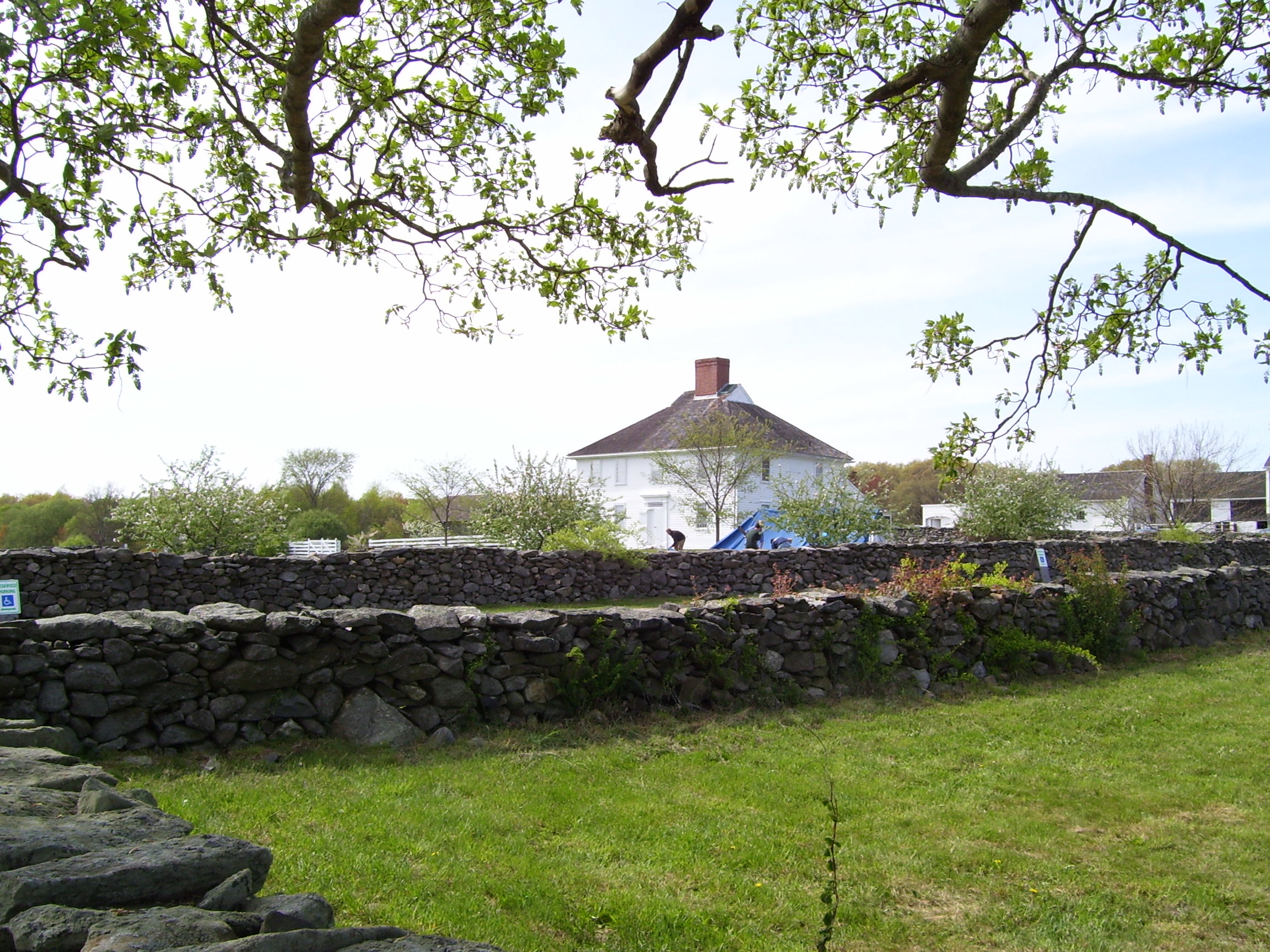
ケイシー農園
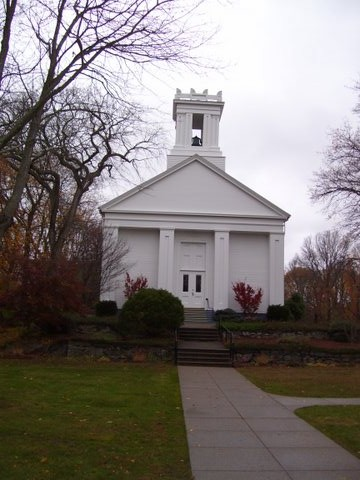
ウィックフォードのバプテスト教会
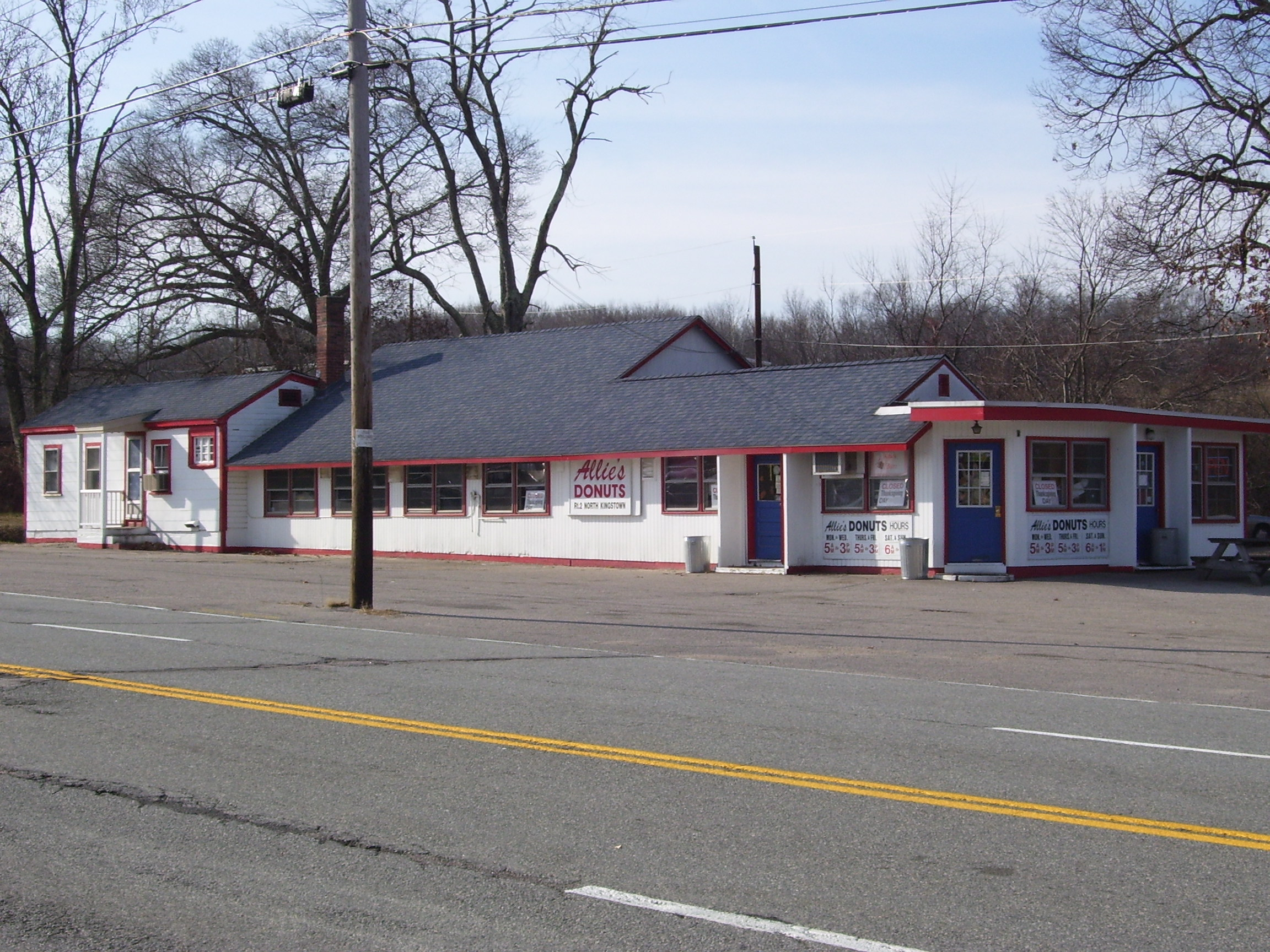
アリーのドーナッツ、ロードアイランド州道2号線沿いの著名なレストラン

### その他アメリカ合衆国国家歴史登録財
- アレン＝マディソン邸（1801年建設）
- キャンプ・エンディコット（1942年建設）
- クロウフィールド歴史地区
- デイビスビル 歴史地区
- ジョージ・ダグラス邸（1738年建設）
- ジョージ・フェイアウェザー鍛冶屋（1819年建設）
- エゼキエル・ガードナー邸
- ハミルトンミル・ビレッジ歴史地区
- ラファイエット・ビレッジ
- スティーブン・ノースラップ邸（1712年建設）
- 旧ナラガンセット墓地
- 旧ナラガンセット教会（1707年建設）
- パーマー＝ノースラップ邸（1680年建設）
- ジョセフ・ピアース農園
- プラムビーチ灯台（1899年建設）
- ポプラポイント灯台（1831年建設）
- ラスバン邸
- エスボン・サンフォード邸（1832年建設）
- サンダースタウン歴史地区
- シックス・プリンシプル・バプテスト教会（1703年建設）
- ジョセフ・スローカム邸（1750年建設）
- スピンク農園（1798年建設）
- セントポールズ教会（1847年建設）
- ザ・タガート邸（1901年建設）
- ザ・ヤング邸
- YWCA跡地